# Liza Weil
Liza Rebecca Weil (ur. 5 czerwca 1977 w Los Angeles w stanie Kalifornia, USA) – amerykańska aktorka.